# ピウス1世 (ローマ教皇)
ピウス1世（Pius I、? - 155年?）は、ローマ教皇（在位：142年? - 155年?）。伝承によるとアクイレイア出身のイタリア人であり、殉教者とされてきた。カトリック教会、正教会の聖人。「ピウス」はラテン語で「敬虔な人」の意。カトリック教会では伝統的に初期のローマ教皇の一人と見なしているが、正教会ではローマ主教（司教）であったと見なしている。
2世紀に書かれたムラトリ断片によると、彼は「ヘルマスの牧者」を書いたヘルマスの兄弟であるという。彼について知られていることはほとんどないが、教皇名としてのピウスは以後好んで使われることになる。